# Carlos Daniel Soto
Carlos Daniel Soto (Clorinda, Formosa, 20 de enero de 1984) es un exfutbolista argentino. Jugó en la posición de lateral izquierdo y también de defensor central.

## Trayectoria
Comenzó su carrera como futbolista en el Club Sportivo Clorinda, de la Ciudad de Clorinda, Formosa de ahí pasó al All Boys, en el año 2005. Luego de media temporada en el club de Floresta, fue transferido a Vélez Sarsfield para disputar los Torneos Apertura 2005 y Clausura 2006. En el 2006, pasó a Nueva Chicago, recién ascendido a Primera División. Luego de una mala campaña, descendió con el Torito a la Primera B Nacional tras perder en los dos encuentros de promoción frente a Tigre. Para el segundo semestre de 2007, fue fichado por Gimnasia y Esgrima de Jujuy, que en ese momento se encontraba en Primera División. A comienzos de 2009, Vélez Sarsfield volvió a llevarse a Soto. Fue justamente en ese año cuando logra el Clausura, el primero en su carrera como futbolista, con Ricardo Gareca como entrenador. En el 2010 regresó a All Boys, que por ese entonces militaba en la Primera B Nacional. En dicho equipo, tras finalizar en cuarto lugar en la temporada 2009/10, disputó la promoción por el ascenso a Primera División frente a Rosario Central. Luego de empatar 1-1 de local y de derrotar al club rosarino 3-0 como visitante, el Albo consiguió el ascenso a Primera División, siendo éste uno de los logros deportivos más grandes de Carlos Soto.
En junio del 2014 se incorporó a Belgrano de Córdoba por un contrato de 18 meses.

## Clubes
| Club                              | País      | Año         |
| --------------------------------- | --------- | ----------- |
| All Boys                          | Argentina | 2005        |
| Vélez Sarsfield                   | Argentina | 2005 - 2006 |
| Nueva Chicago                     | Argentina | 2006 - 2007 |
| Gimnasia de Jujuy                 | Argentina | 2007        |
| Vélez Sarsfield                   | Argentina | 2008 - 2009 |
| All Boys                          | Argentina | 2009 - 2013 |
| Belgrano                          | Argentina | 2014        |
| Aldosivi                          | Argentina | 2015        |
| Central Córdoba (Sgo. del Estero) | Argentina | 2016 - 2017 |
| Deportivo Camioneros              | Argentina | 2017        |

## Palmarés

### Torneos nacionales oficiales
| Título          | Club            | País      | Año  |
| --------------- | --------------- | --------- | ---- |
| Torneo Clausura | Vélez Sarsfield | Argentina | 2009 |

### Otros logros
| Título                        | Club     | País      | Año  |
| ----------------------------- | -------- | --------- | ---- |
| Ascenso a la Primera División | All Boys | Argentina | 2010 |